# 拉斯維加斯大道
拉斯维加斯大道，是美国内华达州拉斯维加斯谷地区的一条主要道路，以赌场、饭店林立的南侧段落闻名，该段道路区域被称为「赌城大道」（Las Vegas Strip）。拉斯维加斯大道曾属于91号美国国道内华达州段，该公路曾是连结洛杉矶和盐湖城的主要高速公路，之后被新的15号州际公路取代。目前拉斯维加斯大道主要负责当地地区交通流量，其中部分路段属于604号内华达州州道。

## 道路概要
拉斯维加斯大道跨越整个内华达州克拉克郡都会区。道路北端起自艾派克斯（Apex），一路往南延伸2英里（3.2）直到莫哈韦沙漠中的小镇珍恩（Jean）。拉斯维加斯大道接着在普里姆 (內華達州)（Primm）再度出现一小段，但并没有与北侧路段相连。
拉斯维加斯大道在地址书写上的南北侧分界位于佛雷蒙特街（Fremont Street）。许多当地居民和新闻媒体经常使用「拉斯维加斯大道北」（Las Vegas Boulevard North，缩写为：LVBN）和「拉斯维加斯大道南」（Las Vegas Boulevard South，缩写为：LVBS）的称呼，而非美国传统常用的「北拉斯维加斯大道」和「南拉斯维加斯大道」。
大道的北端起始于一个有着工厂和发电厂的工业园区内，与联合太平洋铁路轨道并行。往南沿途会行经内利斯空军基地和拉斯加斯赛车场。
在大道进入北拉斯维加斯后，会穿越该城市内一部分的旧商业区。沿着大道持续往南，两旁有着拉斯维加斯地区较老旧的赌场和一些开业已久的脱衣舞俱乐部。当大道正式进入拉斯维加斯的城市边境时，周边有着多间博物馆，包括霓虹灯博物馆（Neon Museum）和老拉斯维加斯堡垒州立公园（Old Las Vegas Mormon Fort State Historic Park）。拉斯维加斯大道在与华盛顿大道交叉处以南被内华达州指定为「下城拉斯维加斯大道风景道路」（Downtown Las Vegas Boulevard Scenic Byway），这段指定范围一直往南延伸至萨哈拉大道（Sahara Avenue）为止。
沿着大道继续往南会途经许多较老旧的汽车旅馆、酒吧和婚礼教堂等，这个地区在大型度假村兴盛的年代之前曾是拉斯维加斯热闹的地方。

### 赌城大道

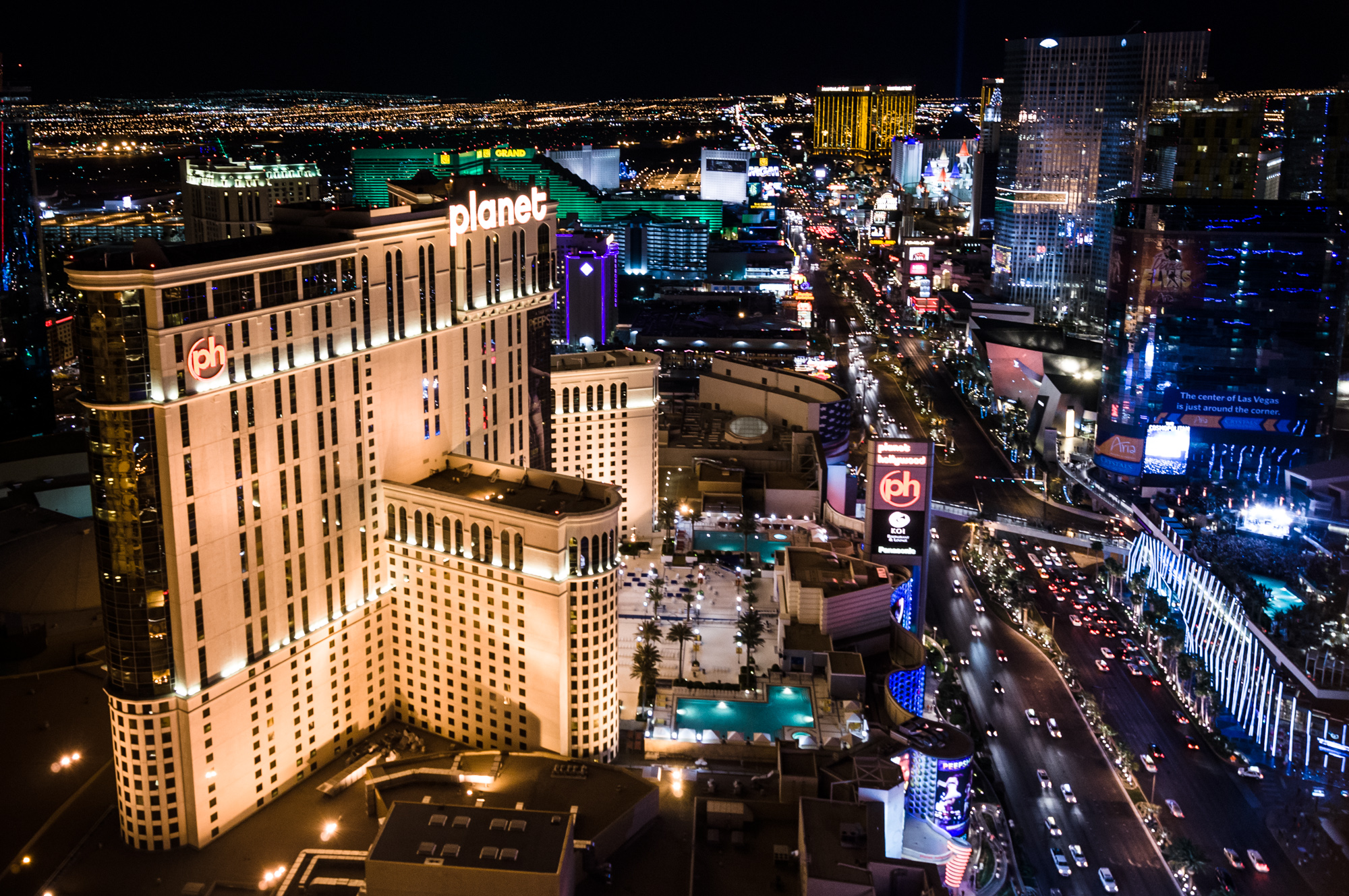
从巴黎酒店的艾菲尔铁塔上眺望拉斯维加斯大道南段和好莱坞星球度假村赌场

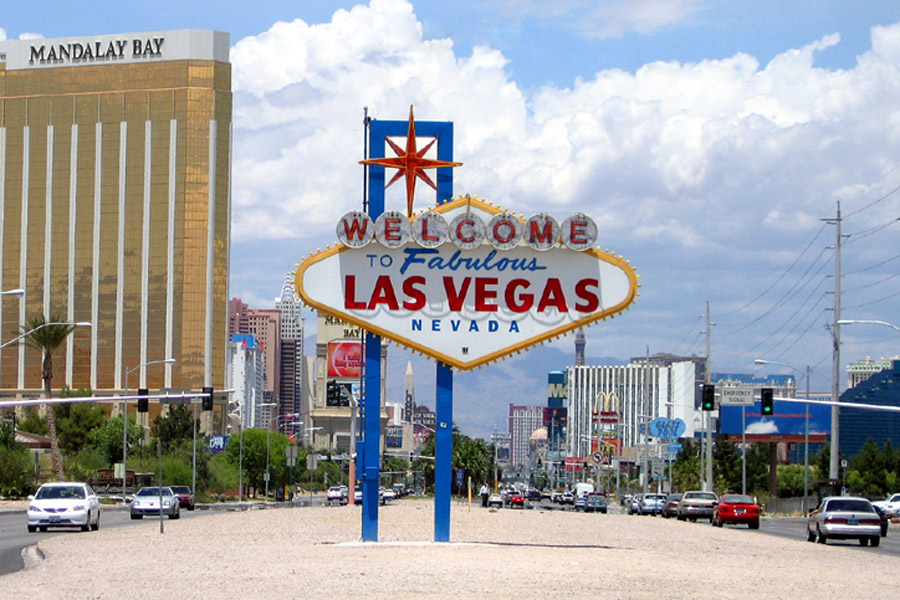
赌城大道北侧的「欢迎来到绚丽的拉斯维加斯」招牌。

拉斯维加斯大道在经过萨哈拉大道（Sahara Avenue）后离开了拉斯维加斯市的边界，此后往南约4英里（6.4公里）的路段被昵称为「赌城大道」（Las Vegas Strip），起始自同温层酒店（赌场街上唯一实际位在拉斯维加斯市范围内的主要赌场饭店）往北数个街区之处，往南途经曼德勒海湾度假村等饭店后，在与罗素路（Russell Road）的交界处结束。这个路段是大多数人对于拉斯维加斯大道的主要印象，两旁林立着超大型的复合式赌场度假村、霓虹灯招牌、耸立的电视墙看版和其他的观光景点。这段道路被指定为国家风景道路。在赌城大道南端有知名的「欢迎来到绚丽的拉斯维加斯」招牌，继续往南就会进入麦卡伦国际机场的范围内。
拉斯维加斯大道在罗素路和蓝钻路（Blue Diamond Road）之间的段落现在被称为「南赌城大道」（South Strip）。这个路段两旁的开发建设较不密集，仅有数间较新的购物中心、饭店和公寓大楼。

## 历史
拉斯维加斯市区内的拉斯维加斯大道曾有许多不同的名称，包括第五街（5th Street）、箭头高速公路（Arrowhead Highway）、洛杉矶高速公路（Los Angeles Highway）、盐湖城高速公路（Salt Lake Highway）、美国国道91（US 91，整段道路）、美国国道93（US 93，佛雷蒙特街以北）、美国国道466（自珍恩街（Jean Street）起至佛雷蒙特街，包含赌城大道）和內华达州州道6等。在市区以南的地方，拉斯维加斯大道以「洛杉矶高速公路」的名称为人所广知。
随着15号州际公路的完工，拉斯维加斯大道从主要的交通干道转变为仅供当地居民和游客使用的城市街道。名称的变迁也反映了拉斯维加斯地区的重要性。
在2009年10月16日，联邦高速公路管理局（FHA）宣布将拉斯维加斯大道的一段指定为国家风景道路。这段长3.5英里（5.6公里）的风景道路南端起始於萨哈拉大道（Sahara Avenue）交叉口，持续往北直到与华盛顿大道（Washington Avenue）的交叉处为止。

## 资料来源
1. ↑   (新闻稿). Federal Highway Administration. 2009-10-16  [2009-10-20]. （原始内容存档于2009-10-21）.